# Cactus Club
Cactus Club est une série de bande dessinée humoristique de François Gilson au scénario, Philippe Bercovici au dessin et Cerise au couleur

## Synopsis
Dans un club de vacances, l'animateur Phil est chargé de s'occuper de tous les caprices de ses clients.

## Personnages
- Phil : G.O. en chef, principal gérant du club, ce qui est loin d'être une tâche facile. Il attire aussi beaucoup les filles, ce qui suscite des jalousies.

- Tina : Sœur de ce dernier, occupe le poste de maître-nageuse.

- Véro : Monitrice de gym, a beaucoup de caractère.

- Steph : Collègue de Phil, arrivé au club dès le troisième album (où Phil l'a mépris pour un client). Paresseux et incompétent, il se fait souvent réprimander par ce dernier.

- Le patron : Directeur vénal et sans scrupules du club, la seule chose qui l'intéresse étant de gagner le plus d'argent possible et d'en perdre le moins possible. Ponctue toutes ses phrases par des "Okay".

- Le cuistot : Prépare des plats exécrables, sauf quand ce sont des pizzas.

- Miguel : Animateur engagé malgré son très jeune âge, n'a pas son pareil pour animer les groupes d'enfants.

## Publication

### Albums
Edition Dupuis
- Tome 1 : Chaud devant ! (1997)
- Tome 2 : Plage cinq étoiles (1998)
- Tome 3 : Tout baigne ! (1999)
- Tome 4 : Bikini surprise (2000)
- Tome 5 : Écran total (2001)
- Tome 6 : Sea, sex and surf (2002)
- Tome 7 : Bronzage infernal (2003)
- Tome 8 : Plein la vue (2004)
- Tome 9 : Le tube de l'été (2005)